# 중화민국 교통부 민용항공국

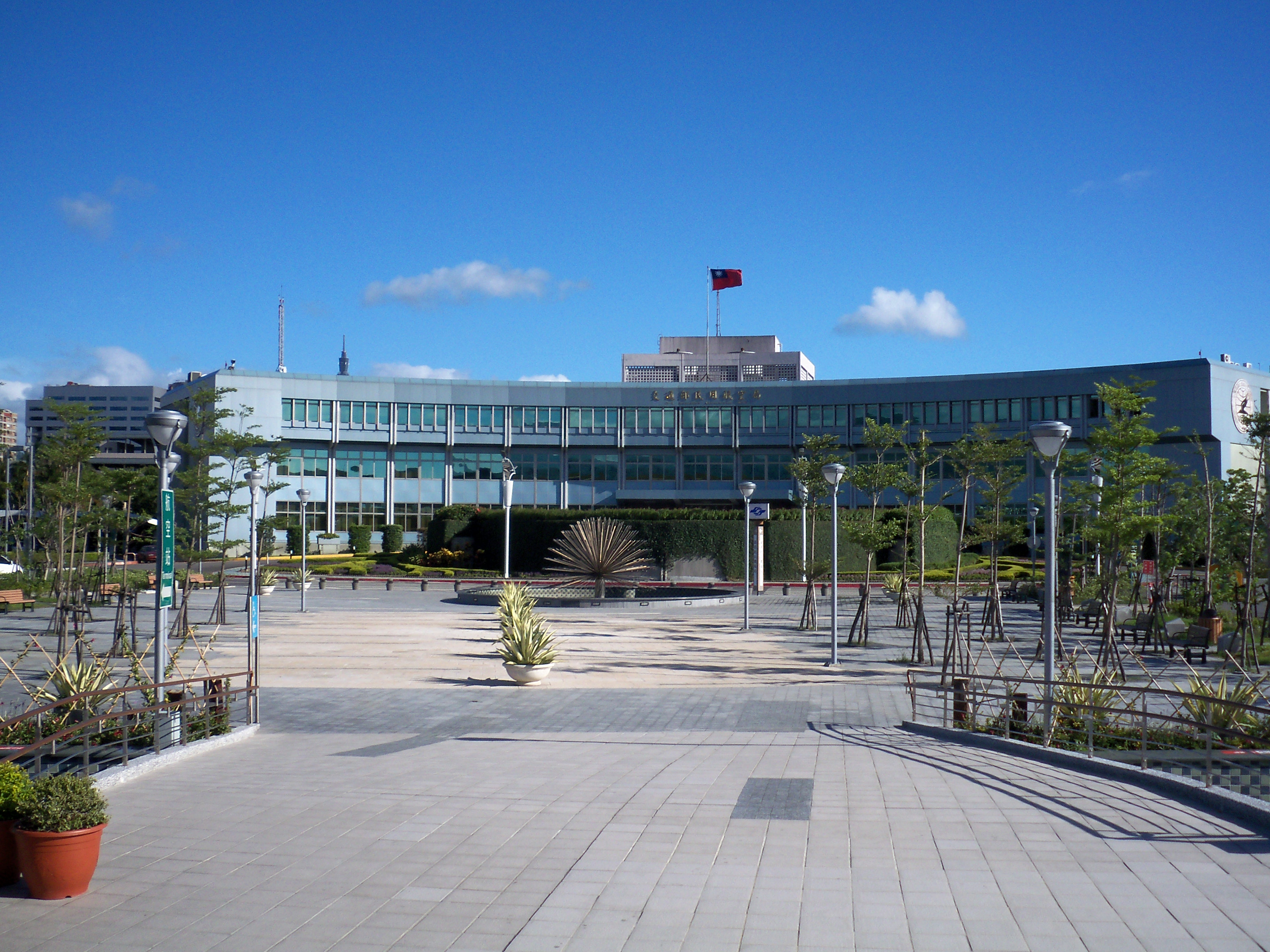

교통부민용항공국(交通部民用航空局)은 중화민국에서 민간 항공에 관한 일을 담당하는 기관이다. 중화민국 교통부에 속해있고, 1947년에 설치되었다. 행정원비항안전위원회와도 많은 업무 교류를 하고 있다.

## 조직 현황
- 직속 기관
- 부속 기관

## 주소
- 臺灣臺北市松山區敦化北路340號

## 같이 보기
- 중화민국 교통부